# Nicola Gaudioso
(Padre Pancrazio)
Padre Pancrazio, al secolo Nicola Gaudioso (Bari, 15 novembre 1926 – Terlizzi, 3 gennaio 2016), è stato un presbitero italiano, fondatore e primo superiore generale della Fraternità francescana di Betania di Terlizzi.
Prima della fondazione della Fraternità ha fatto parte dell'Ordine dei frati minori cappuccini, trovandosi a essere tra i figli spirituali di Padre Pio. Avendo goduto già in vita della stima e persino della venerazione da parte di molti fedeli, accanto al santo di San Giovanni Rotondo Padre Pancrazio viene ritenuto tra le più significative figure tra i cappuccini del XX secolo.

## Biografia

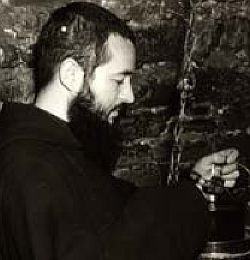
Padre Pancrazio a Loreto

Ultimo di sei fratelli, Nicola nasce a Bari il 15 novembre 1926, ritrovandosi, pochi mesi dopo, orfano del padre Domenico.
Entrato in convento giovanissimo – il 10 dicembre 1939, quando ha solo tredici anni –, vi rimane come semplice frate ricevendo il nome di Pancrazio il 13 maggio 1942.
Chiamato nel 1946 a essere custode della Santa Casa di Loreto, il 18 marzo 1973 riceve l'ordinazione presbiterale in quello stesso santuario. Nel 1974 viene trasferito a Civitanova Marche nel convento dei frati minori cappuccini. È qui che nel 1982 fonda la Fraternità francescana di Betania, che l'anno seguente trasferisce la propria sede a Terlizzi.
Dopo essere stato Superiore generale della Fraternità tra 1999 e 2011, muore nella Casa Madre di Terlizzi all'età di 89 anni, il 3 gennaio del 2016, a causa dell'aggravarsi di una patologia respiratoria che da anni lo affliggeva. Due giorni dopo, celebrate le esequie sotto la presidenza di Paolo Crivelli, Superiore generale, Padre Pancrazio viene sepolto nella tomba interna alla Fraternità francescana di Betania a Terlizzi.